# Ганс Гаусманн
Ганс Гаусманн (нім. Hans Haußmann, 30 березня 1900 — 1 вересня 1972) — німецький хокеїст на траві.
Бронзовий призер Олімпійських Ігор 1928 року.